# Chris Montez
Ezekiel Christopher Montañez, más conocido por su nombre artístico, Chris Montez, es un cantante y guitarrista estadounidense. Conocido fundamentalmente por su sencillo de 1962, "Let's Dance" que ese año alcanzó el número cuatro de la lista Billboard Hot 100.

## Biografía
Nació en Los Ángeles, California, el 17 de enero de 1943 y creció en la ciudad de Hawthorne. Fue influenciado por sus raíces mexicanas y el éxito de Ritchie Valens en el Rock and Roll. La música fue parte integral en su vida familiar y Chris comenzó cantando rancheras con sus hermanos mayores cuando era niño. Ellos le enseñaron a tocar la guitarra y él cantaba en las partes que se requería notas altas. Cuando Chris ganó confianza en sí mismo y su voz maduró, empezó a ser la voz principal. Sus años en la secundaria de Hawthorne transcurrieron con la imagen del chico latino, pero luego debido a su ambición musical, Chris cambió su estilo. Formó parte de una banda y grabó sus propias canciones originales que llamaron la atención de los ejecutivos de Monogram Records. "All You had To Do Was tell Me" llegó a ser un éxito local.
En 1962, el sencillo de Chris "Let's Dance" alcanzó el número 4 de la lista Billboard Hot 100 y llegó a certificarse como disco de oro. Salió de gira con Clyde McPhatter, Sam Cooke, The Platters y Smokey Robinson. En 1963, estando en Liverpool con Tommy Roe, fue presentado actuando como teloneros The Beatles, que por entonces no eran demasiado conocidos. Tras tres años de giras, Chris regresó a su ciudad natal en 1965 para completar sus estudios y unirse a A&M Records. Herb Alpert, fundador de la discográfica y coproductor del primer álbum de Montez, le sugirió que debía cambiar su estilo hacia las baladas suaves. Los instintos de Alpert no fueron erróneos y los éxitos como "The More I See You", "There Will Never Be Another You", "Call Me" y "Time After Time" continuaron en una rápida sucesión.
En noviembre de 1972 el sencillo "Loco por ti" (Crazy about you) alcanzó relativa popularidad en Brasil y el disco compacto tuvo ventas razonables. 
Mientras el Rock británico y el psicodélico invadían los Estados Unidos, Chris abandonaba A&M Records firmando luego para CBS International, con quien obtuvo éxitos fuera de EE. UU., lo cual lo estableció firmemente como una estrella internacional. Grabó canciones en inglés y español que luego llegaron a ser éxitos en Austria, Alemania, y Holanda. De este período destacan éxitos como "Dolores, Dolores" o "Ay, no digas".